# Rosemary's Baby (roman)
Cet article concerne le roman d'Ira Levin. Pour le film de Roman Polanski, voir Rosemary's Baby.
Pour les articles homonymes, voir Rosemary's Baby.
Rosemary's Baby, ou Un bébé pour Rosemary (titre original : Rosemary's Baby) est un roman d'horreur fantastique d'Ira Levin, publié en 1967. 

## Résumé
Rosemary Woodhouse, originaire d'Omaha au Nebraska, est une femme au foyer new-yorkaise. Née Rosemary O'Reilly et issue d'une famille irlando-américaine profondément catholique, elle n'a plus guère de contacts avec ces derniers depuis qu'elle a épousé civilement Guy, un protestant non-pratiquant qui espère devenir acteur. Les deux jeunes époux louent bientôt un bel appartement au Bradford, un grand immeuble d'appartements un peu vétuste de New York. Les voisins se montrent charmants à leur endroit, notamment les Castevet, un couple âgé singulièrement excentrique.
Rosemary aimerait avoir un enfant, mais Guy lui demande de patienter, préférant se consacrer à sa carrière pour assurer à sa future famille un revenu suffisant. Ayant raté de peu l'obtention d'un rôle en or dans une production théâtrale d'importance, Guy apprend peu après que son rival a été subitement atteint de cécité. Guy décroche donc le fameux rôle qui pourrait lui ouvrir les portes de la célébrité. Cette soudaine veine du jeune homme coïncide avec ses visites de plus en plus fréquentes aux Castevet. Autre retournement : Guy insiste lui-même auprès de Rosemary pour qu'ils aient maintenant un enfant. La jeune femme est bien entendu heureuse, mais des signes et avertissements se multiplient pour éveiller ses soupçons, révélant que les Castevet sont les maîtres d'une secte satanique et que l'enfant qu'elle porte en elle n'est pas le fils de Guy, mais l'Antéchrist, fils de Satan.

## Film
Contrairement au film qui en a été tiré, le roman traite abondamment de la question religieuse chez Rosemary et de son retour dans sa famille et à sa foi catholique.
Devenu un best-seller, le roman a été adapté en 1968 en long métrage par Roman Polanski, dans Rosemary's Baby. Polanski confia les premiers rôles à Mia Farrow et John Cassavetes. Ces deux acteurs représentaient un jeune couple, tandis que Ruth Gordon et Sidney Blackmer incarnaient leurs inquiétants voisins, Minnie et Roman Castevet. Ruth Gordon remporta un Oscar du meilleur second rôle féminin pour son jeu dans le film. 
Le film fut le premier succès de Robert Evans au service de la Paramount Pictures. Il s'était beaucoup impliqué dans la réalisation, et plus d'une fois avait dû apaiser les relations difficiles entre Mia Farrow et Frank Sinatra, qui était alors son mari. Le divorce entre les deux est intervenu peu après le film.

## Suites
Une suite, intitulée Qu'est-il arrivé au bébé de Rosemary ?, a été tournée sous la forme d'un téléfilm en 1976, avec Patty Duke dans le rôle de Rosemary Woodhouse, tandis que Ruth Gordon reprenait son rôle de Minnie Castevet.
La suite au roman, appelée Le Fils de Rosemary, écrite également par Ira Levin, paraît en 1997. Des rumeurs ont couru selon lesquelles Hollywood devait en tirer un film. Cependant, cela ne s'est jamais produit, même si le livre semble avoir été écrit avec la possibilité de le porter à l'écran, puisque les personnages joués par Cassavetes, Gordon et Blackmer n'apparaissaient plus. Ces trois acteurs étaient décédés au moment de la parution du livre. Levin a dédié ce livre à Mia Farrow.
Une préquelle au film de 1968, Apartment 7A, est prévue pour 2024.

## Mini-série
En  2014, le roman a été adapté en mini-série télévisée de deux parties diffusée sur NBC. Réalisé par Agnieszka Holland et adapté par Scott Abbott et James Wong,  Rosemary's Baby met en scène Zoe Saldana dans le rôle de Rosemary. 